# Gökhan Zan
Gökhan Zan (Antioquía, Turquía, 7 de septiembre de 1981) es un exfutbolista turco. Jugaba de defensa. Su primer equipo fue el Hatayspor.

## Biografía
Gökhan Zan empezó su carrera profesional en el Hatayspor.
En 2000 ficha por el Çanakkale Dardanelspor, donde permanece 3 temporadas antes de recalar en el Beşiktaş. Con este equipo debuta en la Superliga de Turquía, pero ante la falta de oportunidades en su primer año el equipo decide cederlo.
Gökhan Zan llega entonces al Gaziantepspor, equipo en el que se convierte en defensa titular jugando casi todos los encuentros.
Después de su cesión Zan regresa al Beşiktaş, donde empieza a entrar de forma cada vez más frecuente en el equipo titular. Con este club ha conseguido dos Copas y una Supercopa.
En 2009, y luego de haber conseguido con el Beşiktaş JK los títulos de Liga y Copa de Turquía de la temporada 2008/2009, ficha con el Galatasaray por dos temporadas, tras no llegar a un acuerdo de renovación de su contrato con los dirigentes del club albinegro.

### Selección nacional
Ha sido internacional con la selección de fútbol de Turquía en 36 ocasiones.
Fue convocado por su selección para participar en la Eurocopa de Austria y Suiza de 2008, donde disputó tres encuentros.

## Clubes
| Club                   | País    | Año       |
| ---------------------- | ------- | --------- |
| Hatayspor              | Turquía | 1999-2000 |
| Çanakkale Dardanelspor | Turquía | 2000-2003 |
| Beşiktaş JK            | Turquía | 2003-2009 |
| Gaziantepspor (cedido) | Turquía | 2004-2005 |
| Galatasaray            | Turquía | 2009-2015 |

## Palmarés

### Títulos nacionales
| Título               | Club        | País    | Año  |
| -------------------- | ----------- | ------- | ---- |
| Copa de Turquía      | Beşiktaş JK | Turquía | 2006 |
| Supercopa de Turquía | Beşiktaş JK | Turquía | 2006 |
| Copa de Turquía      | Beşiktaş JK | Turquía | 2007 |
| Copa de Turquía      | Beşiktaş JK | Turquía | 2009 |
| Superliga de Turquía | Beşiktaş JK | Turquía | 2009 |
| Superliga de Turquía | Galatasaray | Turquía | 2012 |
| Supercopa de Turquía | Galatasaray | Turquía | 2012 |
| Superliga de Turquía | Galatasaray | Turquía | 2013 |
| Supercopa de Turquía | Galatasaray | Turquía | 2013 |
| Copa de Turquía      | Galatasaray | Turquía | 2014 |
| Superliga de Turquía | Galatasaray | Turquía | 2015 |